# Сонячний календар
Сонячний календар — календар, в основі якого лежить тривалість тропічного року — 365,24220 доби. Отже, календарний рік може мати 365 або 366 діб.
Теорія повинна вказати порядок чергування простих і високосних років у якомусь певному циклі з тим, щоб середня за цикл тривалість календарного року була якомога ближчою до тривалості тропічного року. Виходячи з цього, протягом чотирьох років здійснюється одна вставка, тобто з кожних чотирьох років три мають по 365 днів, а четвертий — 366 днів. Такою була система високосних років у юліанському календарі.
Цикл у 29 років з сімома високосними роками не використовувався ніде. Систему восьми високосних років за кожні 33 роки запропонував перський вчений і поет Омар Хаям і вона стала основою перського календаря, введеного у 1079 р., календар цей був у вжитку аж до середини XIX ст. Високосними у ньому були 3-й, 7-й, 11-й, 15-й, 20-й, 28-й і 32-й роки циклу.
Період у 128 років з 31 високосним роком запропонував у 1864 р. професор Дерптського університету Й. Медлер. Важливу роль при виборі календарної системи відіграє, безпосередньо, простота і зрозумілість «правила високосних років», тобто вставки «366-го дня». З тої причини, очевидно, не розглядалися цикли з кількістю років 545 і більше.
Календарний рік — своєрідна лінійка для вимірювання часу. Люди могли користуватися лінійкою неточною, доки не встановили тривалість її астрономічного прообразу, тобто, довжину лінійки, якою відмірює час сама природа. І, як тільки період зміни пір року уточнено, не можна було не внести коректив до виготовленої раніше «календарної лінійки».

## Сонячні календарі
- Григоріанський календар
- Юліанський календар
- Новоюліанський календар
- Календар бахаї
- Зодікальний календар
- Перський календар
- Календар малаялам
- Тамільська календар
- Тайський сонячний календар
- Ефіопський календар